# Sinești (Iași)
Sinești è un comune della Romania di 4 401 abitanti, ubicato nel distretto di Iași, nella regione storica della Moldavia.
Il comune è formato dall'unione di 4 villaggi: Bocnița, Osoi, Sinești, Stornești.